# Carl Friedrich Wilhelm Böttcher
Carl Friedrich Wilhelm Böttcher (* 3. November 1820 in Stendal; † 18. Mai 1883 in Magdeburg) war ein deutscher Orgelbauer.

## Leben und Werk
Böttcher lernte den Orgelbau bei den Meistern Eberhard Friedrich Walcker in Ludwigsburg, wo er 1844 als Geselle erwähnt wurde, und Johann Heinrich Schäfer in Heilbronn, wo er 1848 als Geselle tätig war. Bei seiner Ausbildung in Heilbronn lernte Böttcher anhand von Orgeln, die Johann Carl Sigmund Haussdörffer gebaut hatte, die Kegelladentechnik kennen und setzte diese später bei eigenen Orgelbauten ein.
1855 machte er sich in Magdeburg mit einer Orgelwerkstatt und Musikalienhandlung selbstständig. Die Firma ging 1875/1876 während des Baus einer Orgel in der Kirche St. Marien in Haldensleben in Konkurs, das Konkursverfahren wurde am 10. Februar 1876 eröffnet. Auch nach 1876 und 1881 baute Böttcher weitere Orgeln. Er war der letzte bekannte Orgelbaumeister aus Magdeburg.

## Werkliste (Auswahl)
In der fünften Spalte der Tabelle bezeichnet die römische Zahl die Anzahl der Manuale, ein großes „P“ ein selbstständiges Pedal und die arabische Zahl in der sechsten Spalte die Anzahl der klingenden Register. Eine Kursivierung zeigt  an, dass das betreffende Werk nicht mehr erhalten ist.
| Jahr      | Ort                                | Kirche                       | Bild | Manuale | Register | Bemerkungen                                                                                      |
| --------- | ---------------------------------- | ---------------------------- | ---- | ------- | -------- | ------------------------------------------------------------------------------------------------ |
| um 1850   | Beyendorf-Sohlen                   | Sankt-Egidius-Kirche         |      | I       | 7        | 2015/2016 restauriert                                                                            |
| 1851      | Üllnitz                            | St. Augustinus               |      | I/P     | 10       |                                                                                                  |
| 1858      | Berlin                             | Zionskapelle                 |      |         | 10       | nicht erhalten                                                                                   |
| 1860–1863 | Magdeburg                          | St. Petri                    |      | II/P    | 29       | spätestens im Zweiten Weltkrieg zerstört                                                         |
| 1861      | Letzlingen                         | Schlosskirche                |      | II/P    | 17       | erhalten                                                                                         |
| 1862      | Neustadt-Magdeburg                 | St. Nicolai                  |      | II/P    | 30       | Umbau der Orgel, spätestens im Zweiten Weltkrieg zerstört                                        |
| 1864      | Buckautal                          | Dorfkirche Buckau            |      | II/P    | 13       | 2012/2013 restauriert.                                                                           |
| 1868      | Bernstein (Burgenland), Österreich | evang. Pfarrkirche           |      | II/P    | 13       | → Orgel                                                                                          |
| 1869      | Vinzelberg                         | Dorfkirche                   |      | II/P    | 13       |                                                                                                  |
| um 1870   | Ziesar                             | St. Crucis                   |      | II/P    | 22       |                                                                                                  |
| 1870      | Welsleben                          | St.-Pankratius-Kirche        |      | II/P    | 22       | [ 2 ]                                                                                            |
| 1872      | Diesdorf                           | Klosterkirche                |      | II/P    | 20       | Grundsanierung 2020/2021 geplant                                                                 |
| 1873–1875 | Haldensleben                       | St. Marien                   |      | III/P   | 41       | Nicht von Böttcher vollendet, Disposition nicht original.                                        |
| 1874      | Eimersleben                        | St. Petri                    |      | II/P    | 19       | [ 2 ]                                                                                            |
| 1876      | Magdeburg                          | Heilig-Geist-Kirche          |      | III/P   | 46       | spätestens im Zweiten Weltkrieg zerstört                                                         |
| 1881      | Hillersleben                       | Klosterkirche St. Laurentius |      | II/P    | 26       | Orgel 2010/2011 restauriert, größte Orgel von Böttcher und nach eigener Aussage sein Meisterwerk |